# Farní sbor Českobratrské církve evangelické v Zásmukách
Farní sbor Českobratrské církve evangelické v Zásmukách je zaniklý farní sbor Českobratrské církve evangelické v Zásmukách v okrese Kolín, který existoval mezi lety 1956 a 1992. Jako farní kostel užíval bývalou synagogu v Nerudově ulici, která sloužila i jako sídlo sboru, neboť sbor neměl faru.

## Historie
V roce 1937 nebo 1938 vznikla v rámci přestupového hnutí v Zásmukách kazatelská stanice evangelického sboru v Libenicích. Kazatelská stanice zakoupila v té době již 20 let nevyužívanou synagogu v Nerudově ulici a adaptovala ji pro své bohoslužebné účely. Při rekonstrukci byla nad vstupem vybudována malá vížka a kostel byl slavnostně otevřen 6. července 1939 za účasti synodního seniora Kamila Nagy.

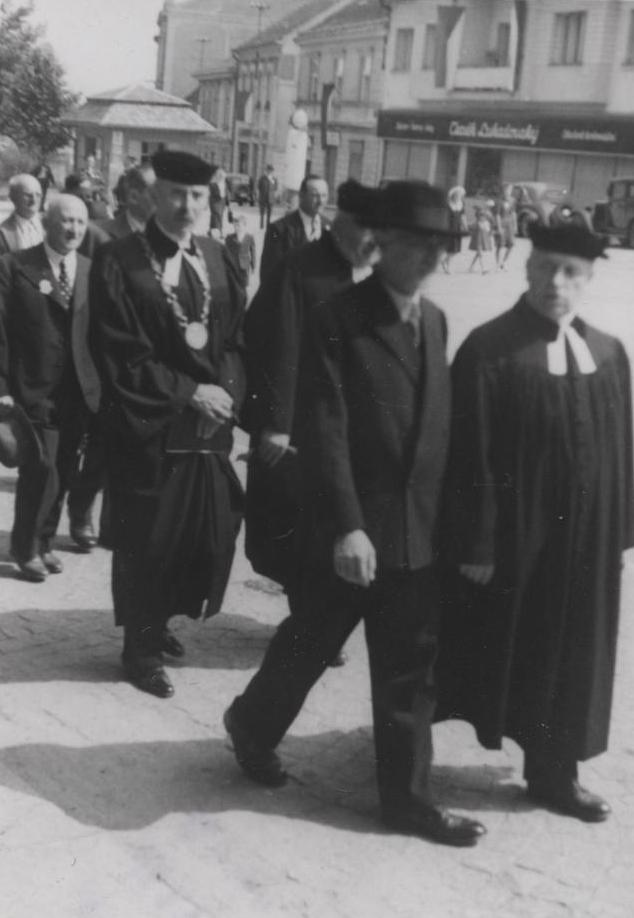
Slavnostní průvod při otevření kostela 6. července 1939. V druhé řadě zleva synodní senior Kamil Nagy.

Od 1. ledna 1948 byla kazatelská stanice povýšena na filiální sbor a převedena pod něj kazatelská stanice libenického sboru v Uhlířských Janovicích a od 1. července 1956 se sbor stal farním sborem. První dva kazatelé sboru (Pavel Freitinger a Adrian Mikolášek) bydleli v pronajatém bytě, třetí, Dalibor Molnár, ve sborovém domě v Uhlířských Janovicích. Od roku 1960, po odchodu faráře Dalibora Molnára, byl už sbor pouze administrován. V roce 1965 měl sbor 297 matrikových členů a jeho území zahrnovalo 69 obcí na 300 km². V roce 1984 byla kazatelská stanice v Uhlířských Janovicích přefařena ke sboru ve Zruči nad Sázavou a k 31. prosinci 1992 byl sbor v Zásmukách s „ohledem na nesvébytnost samostatného sboru“ zrušen a od 1. ledna 1993 byl sloučen se sborem v Kolíně jako jeho kazatelská stanice. Matrikových členů měl v roce 1992 178, v roce 1993 se v kostele v Zásmukách konaly bohoslužby jednou měsíčně.

## Seznam kazatelů
- diakon Pavel Freitinger (1906–1990): 1. 9. 1943 – 31. 8. 1948
- vikář Adrian Mikolášek (1921–1992): 1. 11. 1947 – 30. 6. 1956 (vikář ve Velimi pro Zásmuky), 1. 7. 1956 – 14. 7. 1957 (vikář v Zásmukách)
- vikář Dalibor Molnár (1928–2014): 1. 11. 1955 – 31. 3. 1957 (vikář ve Velimi pro Zásmuky), 1. 4. 1957 – 30. 6. 1960 (vikář v Zásmukách)

V době uprázdnění sbor administrovali:
- Jan Zlatohlávek z Velimi (1960)
- Jaroslav Pech z Libenic (1961–1966)
- Josef Kejř z Kolína (1966–1973)
- Bohuslav Teplý z Peček (1973–1976)
- Jiří P. Štorek z Českého Brodu (1976–1978)
- Miroslav Frydrych z Kolína (1978–1980)
- Jan Tydlitát z Libenic (1980–1988)
- Miroslav Frydrych z Kolína (1980–1989)
- Jiří Tytl z Libenic (1989–1990)
- Miroslav Frydrych z Kolína (1990–1992)

## Kurátoři
V roce 1990 se jako kurátor uvádí MUDr. Josef Kamínek (1909–1991).